# Waycobah First Nation

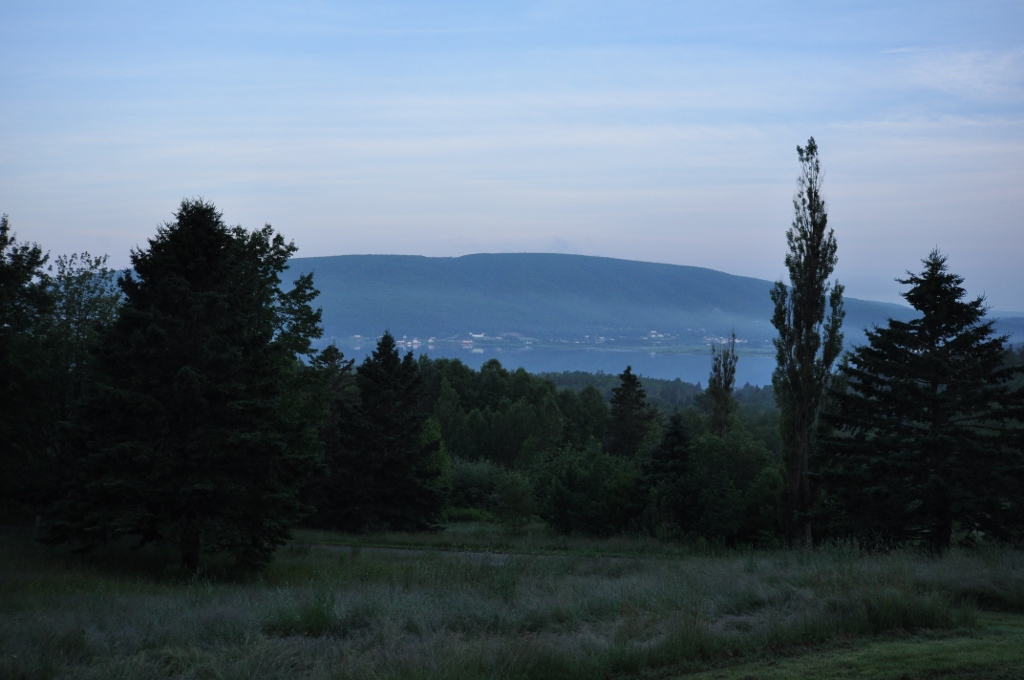
Réserve Whycocomagh 2

Waycobah First Nation est une Première nation micmacque située sur l'île du Cap-Breton en Nouvelle-Écosse dans l'Est du Canada. Elle comprend deux réserves : Whycocomagh 2 et Malagawatch 4. Elle partage cette dernière avec quatre autres Premières nations.